# Greater Lengths: An All Saints Compilation
Greater Lengths: An All Saints Compilation je kompilační album složené z písní různých interpretů. Vydalo jej v květnu roku 2014 hudební vydavatelství All Saints Records a je rozděleno do svou disků: první obsahuje šestnáct starších skladeb a druhý je složen z třinácti nových verzí (remixů) starších skladeb. Nachází se zde písně například od Briana Ena, Harolda Budda či Johna Calea. Ve dvanáctistránkovém bookletu se nachází různé doplňující informace k písním.

## Seznam skladeb
| Disk 1 | Disk 1                         | Disk 1                                                               | Disk 1                        | Disk 1 |
| Pořadí | Název                          | Autor                                                                | Interpret                     | Délka  |
| ------ | ------------------------------ | -------------------------------------------------------------------- | ----------------------------- | ------ |
| 1.     | Amukidi                        | Roger Eno                                                            | Roger Eno                     | 1:24   |
| 2.     | Afar                           | Harold Budd                                                          | Harold Budd                   | 2:31   |
| 3.     | The River                      | Brian Eno                                                            | Brian Eno                     | 4:24   |
| 4.     | South Of                       | Nicola Alesini, Fabio Capanni, Hans-Joachim Roedelius                | Roedelius                     | 4:00   |
| 5.     | Markgraph                      | Brian Eno                                                            | Brian Eno                     | 3:41   |
| 6.     | Deep Celestial                 | Laraaji                                                              | Laraaji                       | 5:58   |
| 7.     | For Her Atoms                  | Misha Mahlin, Lydia Theremin                                         | Misha Mahlin a Lydia Theremin | 3:36   |
| 8.     | 4 Minute Warning               | John Paul Jones                                                      | John Paul Jones               | 3:56   |
| 9.     | What Actually Happened?        | Brian Eno                                                            | Brian Eno                     | 4:44   |
| 10.    | Streetfaxx                     | Greg Arreguin, Jon Hassell, Jeff Rona, Adam Rudolph, Daniel Schwartz | Jon Hassell                   | 4:00   |
| 11.    | New Laughter Mode (The Way In) | Laraaji, Daisuke Omura                                               | Audio Active a Laraaji        | 6:43   |
| 12.    | Spinner                        | Brian Eno, Jah Wobble                                                | Brian Eno a Jah Wobble        | 2:57   |
| 13.    | The Soul of Carmen Miranda     | John Cale, Brian Eno                                                 | John Cale                     | 3:24   |
| 14.    | Tonight                        | Djivan Gasparyan                                                     | Djivan Gasparyan              | 2:57   |
| 15.    | Emberdays                      | Roger Eno                                                            | Roger Eno                     | 2:55   |
| 16.    | Saint's Name Spoken            | Harold Budd                                                          | Harold Budd                   | 3:58   |

| Disk 2 | Disk 2               | Disk 2                                                | Disk 2                         | Disk 2 |
| Pořadí | Název                | Autor                                                 | Autor remixu                   | Délka  |
| ------ | -------------------- | ----------------------------------------------------- | ------------------------------ | ------ |
| 1.     | Moon Shines at Night | Djivan Gasparyan                                      | Machinefabriek                 | 6:33   |
| 2.     | Between Tides        | Roger Eno                                             | James Blackshaw                | 3:51   |
| 3.     | Kalimba              | Laraaji                                               | Ela Orleans                    | 4:21   |
| 4.     | Mandan               | Harold Budd                                           | patten                         | 4:40   |
| 5.     | Tilturn              | Laraaji, Shigemoto Nanao                              | Sun Araw                       | 3:25   |
| 6.     | Puente               | Nicola Alesini, Fabio Capanni, Hans-Joachim Roedelius | Peaking Lights                 | 11:26  |
| 7.     | A Cave in England    | Laraaji                                               | Bee Mask                       | 4:31   |
| 8.     | Inversion            | Jon Hassell                                           | Bandshell                      | 4:28   |
| 9.     | Dark Star            | Harold Budd                                           | Personable                     | 10:40  |
| 10.    | Remember             | Nicola Alesini, Fabio Capanni, Hans-Joachim Roedelius | Hieroglyphic Being             | 7:48   |
| 11.    | Err                  | Michael Brook                                         | Gavin Russom                   | 4:23   |
| 12.    | Space Choir          | Laraaji                                               | Motion Sickness of Time Travel | 8:01   |
| 13.    | Feral                | Harold Budd                                           | Odd Nosdam                     | 4:43   |